# バーバ・ヤーガ

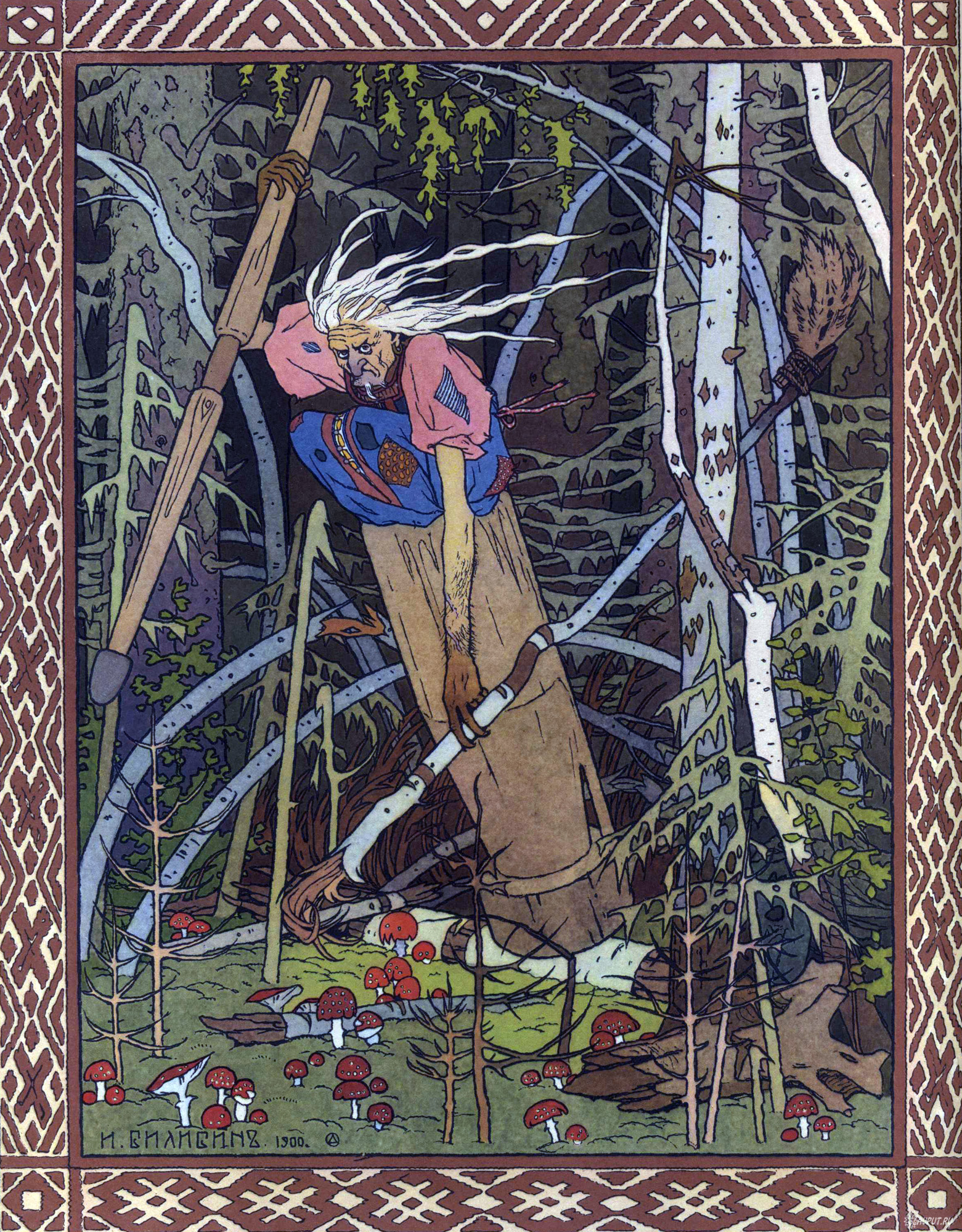
バーバ・ヤーガ（イヴァン・ビリビン画）

バーバ・ヤーガ（Ба́ба-Яга́、Baba Yaga、バーバ・ヤガーとも）は、スラヴ民話に登場する魔女（Crone）。『竜王と賢女ワシリーサ』をはじめとした各種の民話で語られるほか、芸術分野ではムソルグスキー作曲の組曲『展覧会の絵』の1曲「バーバ・ヤーガの小屋（鶏の足の上に建つ小屋）」で知られる。森の中で鶏足付きの家に住み、子供たちを食べることで知られ、悪役だけでなく良い役でも登場する。
日本語では魔女、魔女ばあさん、山姥、鬼婆、妖婆などと訳されてきたが、近年は上述した「展覧会の絵」の副題にあらわれるバーバ・ヤーガの表記がされることが多い。だがスラヴ系のどの言語でもこういった言い方はせず、最も近いロシア語の読みに従った表記ではバーバヤガーとなる。

## 由来

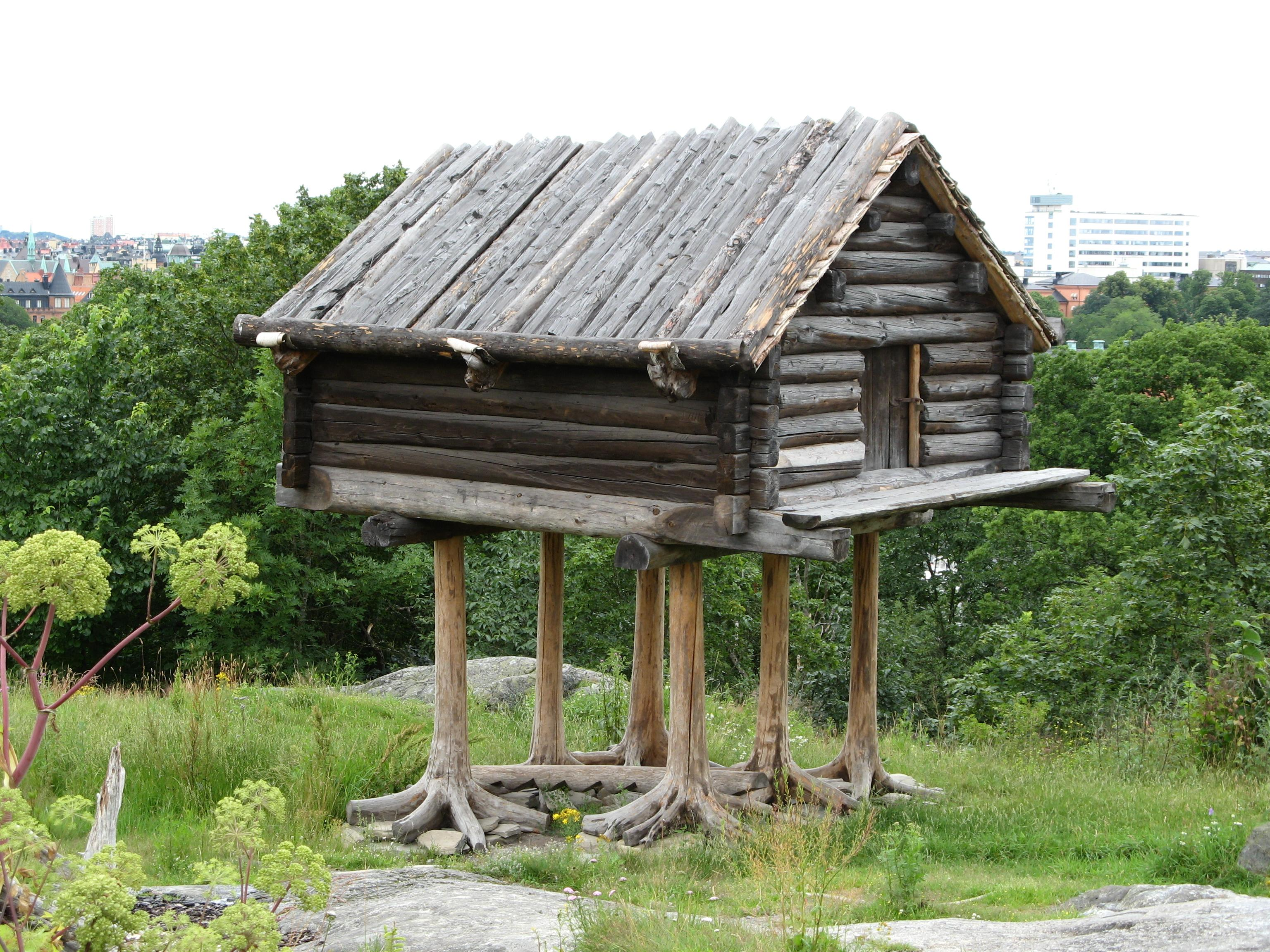
ストックホルムのスカンセン野外博物館で展示されているサーミ人の高床倉庫。

もとはスラヴ神話における冬の神話的表現に起源していると考えられている。後にスラヴ人がキリスト教に改宗することで古来の神々は善神ならキリスト教の聖人、悪神や自然の脅威を象徴した神なら妖怪、悪魔に置き換えられていき、北方の凍てつく冬の神話的表現は恐ろしい魔女のような妖婆として表現されるようになったものとされる。
またサーミ人の文化圏では高床倉庫がかつては造られていたが、これがバーバ・ヤーガの棲む「鶏の足の上に立つ小屋」というモチーフの外見的な由来に影響があったと考えられる。

## 特徴

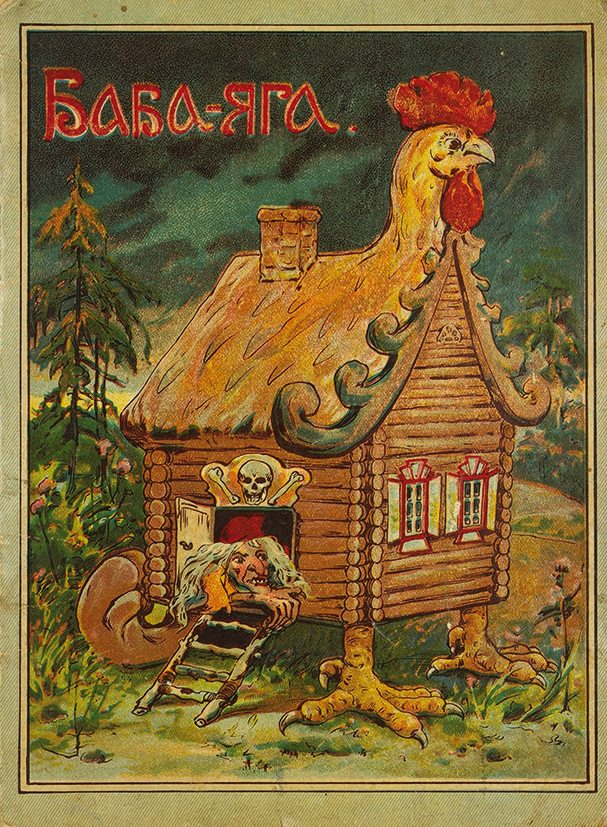
ヤーガが住むと言われる鶏の足付きの家。1915年、ロシア

森に住む妖婆。骨と皮だけにまで痩せこけて、脚に至ってはむき出しの骨だけの老婆の姿をしている。人間を襲う魔女のごとき存在で、森の中の一軒家に住んでいる。その家は鶏の足の上に建った小屋で、庭にも室内にも人間の骸骨が飾られているという。普段は寝そべって暮らしており、移動するときは細長い臼に乗る。バーバ・ヤーガが右手で持った杵で急かすと、この臼は少しだけ浮かび上がり、底の部分だけを引き摺って移動する。左手にはほうきを持っており、移動した跡を消す。
民話に登場するときはたいてい敵役で、子供を誘拐して取って喰うパターンが典型である。ゆえに多くの物語では、彼女の助けを借りるのは危険な行為として描かれている。しかし災いに陥った主人公たちを彼女が助ける民話もあるし、たいていの民話では主人公が礼儀正しさ、節度の遵守、魂の清らかさを示せば善玉としてふるまう。
多くの民話では一人しか登場しないが、三人のバーバ・ヤーガが登場する「鷹フィニストの羽根」といった物語もある。こういう図式の物語に登場するバーバ・ヤーガはふつう慈悲深くて、主人公に適切な助言をしたり、不思議なプレゼントを贈ったりする。

## 歴史
少なくとも 17 世紀から木版画に登場し、その後はスラブ民話、とくにロシアのおとぎ話や民話の本に定期的に登場している。記録に残る最古の記述は1755年のミハイル・ロモノーソフの著書『ロシア文法』で、スラブ民話の登場人物について触れた個所にバーバ・ヤーガの言及がある。

## バーバ・ヤーガの登場するロシアの民話
- 鷹フィニストの羽根
- うるわしのワシリーサ
- 竜王と賢女ワシリーサ
- 蛙の王女
- 鵞鳥白鳥
- ダニーラ・ゴヴォリーラ王